# Halbammer
Die Halbammer ist ein etwa 6,3 km langer, linker Zufluss der Ammer in Oberbayern. Sie entsteht aus dem Zusammenfluss von Weißenbach und Bayerbach im Ammergebirge.

## Name
Im Althochdeutschen hatte das Wort halb die Bedeutung 'Seite'. Daher kann man den Namen als 'Seiten-Ammer, Ammer-Zufluss' deuten.

## Geographie

### Quellbäche

#### Weißenbach
Der Weißenbach entspringt auf dem Niederbleick (1.589 m). Er fließt zunächst in südöstliche Richtung. Am Jagerstich knickt er nach Osten ab und nimmt den Klammbach auf. Der Weißenbach ist mit 4,64 km der längere und wasserreichere Quellbach.
Seine Zuflüsse sind:
- Müllergraben (links)
- Markgraben (rechts)
- Pfaffengraben (links)
- Gliegertsgraben (rechts)
- Klammbach (rechts)

#### Bayerbach
Der 4,27 km lange Bayerbach entspringt am Fuße der Klammspitze (1.924 m). Er fließt nach Norden unterhalb der Mardersteig Diensthütte vorbei und nimmt den Eschenbach auf. Direkt auf der Grenze von Schwaben und Oberbayern vereinigt er sich mit dem Weißenbach zur Halbammer.

### Verlauf
Nach der Vereinigung der Bäche fließt die Halbammer Richtung Norden durch die enge Halbammerschlucht nach Unternogg. Dort fließt sie unter dem Ammerkanal hindurch und mündet schließlich nordwestlich von Altenau in die Ammer.

## Zuflüsse
- Weißenbach (linker Quellbach)
- Bayerbach (rechter Quellbach)
- Hengstbach (rechts)
- Rehgraben (links)
- Kohlgraben (links)
- Riebgraben (links)
- Trögellahnegraben (rechts)
- Leimbach (links)